# Kiwdo-Tiukan
Kiwdo-Tiukan (ros. Кивдо-Тюкан) – wieś (ros. seło) w południowo-wschodniej Rosji, terytorialnie i administracyjnie należąca do rejonu buriejskiego, w obwodzie amurskim. 
Według danych statystycznych z 2016 roku wieś Kiwdo-Tjukan zamieszkiwało 36 mieszkańców. 